# Cal Maurici de la plaça de l'Ajuntament
Cal Maurici de la plaça de l'Ajuntament és un edifici del municipi d'Igualada (Anoia). Forma part de l'Inventari del Patrimoni Arquitectònic de Catalunya.

## Descripció
És un edifici d'habitatges de cinc plantes d'alçada. Malgrat haver estat transformat als anys 50 amb l'afegiment d'una tribuna i l'establiment comercial a la planta baixa, als pisos superiors encara es poden veure els traços del Modernisme, destacant els balcons amb les baranes de ferro forjat amb decoracions de temes geomètrics i florals, i els magnífics relleus de pedra, també de temàtica floral, que coronen l'edifici formant una bonica garlanda. És important ressaltar el medalló central que inclou la imatge del Sagrat Cor com a protector de les famílies que habitaven la casa.